# 刈谷球場
刈谷球場（かりやきゅうじょう）は、愛知県刈谷市城町1丁目49番地の亀城公園内にある野球場。施設は刈谷市が所有し、運営管理を行っている。

## 歴史

### 刈谷市営競技場時代
1950年（昭和25年）、刈谷市城町に刈谷市営競技場（かりやしえいきょうぎじょう）として開場した。近世には刈谷城二の丸があった場所であり、城跡一帯は刈谷市営競技場を含めて亀城公園として整備された。刈谷市営競技場の内野席からホームベース付近には、かつて刈谷城の桜馬場堀があった。
開業当時の両翼は91.5m、中堅は115mと一般的な数字であったが、右中間および左中間は125.6mとかなり広かった。これは、左中間＝中堅＝右中間が一直線になっており、角団扇形をしていたためだった。刈谷市は当時から「サッカーの街」として知られ、野球だけでなくサッカーなど各種スポーツを行えるグラウンドとして建設されたためである。1950年（昭和25年）の第5回国民体育大会の際には刈谷市営競技場がサッカー会場として使用された。1964年（昭和39年）にはナイター設備（照明塔）が設置された。
改修前と改修後
- 改修前のグラウンドとスタンド
国土交通省 国土地理院 地図・空中写真閲覧サービスの空中写真を基に作成
- 改修後のグラウンドとスタンド

### 刈谷球場時代
1994年（平成6年）の愛知国体（わかしゃち国体）の際、改修工事を実施して一般的な形状の野球場となり、刈谷球場（かりやきゅうじょう）に改称された。なお、この際に刈谷市総合運動公園にサッカー兼陸上競技施設として刈谷市総合運動公園多目的グラウンドが建設され、わかしゃち国体のサッカー競技に使用された。
2019年（令和元年）秋から2020年（令和2年）春にかけてリニューアル工事が行われた。

## 利用
高校野球や社会人野球などのアマチュア公式戦の他、プロ野球オープン戦でも使用されることがある。開業当初は中日ドラゴンズ主催のプロ野球公式戦も行われたことがある。2018年（平成30年）5月29日には日本女子プロ野球機構の愛知ディオーネのホームゲームも行われた。

### プロ野球オープン戦
- 2009年（平成21年）3月10日（火）
中日ドラゴンズ 9 - 8 阪神タイガース - 観客数：4,928人
- 2011年（平成23年）3月8日（火）
中日ドラゴンズ 1 - 6 東京ヤクルトスワローズ - 観客数：6,350人
- 2016年（平成28年）3月2日（水）
中日ドラゴンズ 2 - 1 広島東洋カープ - 観客数：6,675人
- 2022年（令和4年）3月8日（火）
中日ドラゴンズ 1 - 4 オリックス・バファローズ - 観客数：3,323人

## 施設概要
- 両翼：95 m、中堅：122 m
- 収容人員：10,000人
- 照明塔：6基
- スコアボード：磁気反転式

## 交通アクセス

### 鉄道
名古屋鉄道（名鉄）
- 三河線：刈谷市駅から徒歩で約15分。

東海旅客鉄道（JR東海）
- 東海道本線：逢妻駅から徒歩で約15分。
- 武豊線：隣の東浦町の駅である緒川駅からは約20分。